# 1958-as labdarúgó-világbajnokság-selejtező (CONMEBOL)
Az 1958-as labdarúgó-világbajnokság selejtezőjének CONMEBOL-zónájában összesen 8 nemzet harcolhatta ki a világbajnoki részvételt. A 8 csapatot 1 darab két tagú és 2 darab három tagú csoportba osztották, ahol oda-visszavágós rendszerben, hazai pályán és idegenben egyaránt megmérkőztek egymással. A három csoportgyőztes kijutott az 1958-as világbajnokságra. 

## Csoportkör

### 1. csoport
| Hely. | Csapat   | M | Gy | D | V | G+ | G– | Gk | P | Továbbjutás                          |  | Brazília | Peru |
| ----- | -------- | - | -- | - | - | -- | -- | -- | - | ------------------------------------ |  | -------- | ---- |
| 1.    | Brazília | 2 | 1  | 1 | 0 | 2  | 1  | +1 | 3 | Kijutott az 1958-as világbajnokságra |  | —        | 5–0  |
| 2.    | Peru     | 2 | 0  | 1 | 1 | 1  | 2  | −1 | 1 |                                      |  | 3–6      | —    |

| 1957. április 13. |

| Peru      | 1–1         | Brazília  |
| --------- | ----------- | --------- |
| Terry 38' | Jegyzőkönyv | Índio 47' |

| Estadio Nacional, Lima, Peru Játékvezető: Washington Rodriguez (uruguayi) |

| 1957. április 21. |

| Brazília | 1–0         | Peru |
| -------- | ----------- | ---- |
| Didi 11' | Jegyzőkönyv |      |

| Maracanã, Rio de Janeiro, Brazília Nézőszám: 82 624 Játékvezető: Esteban Marino, (uruguayi) |

### 2. csoport
| Hely. | Csapat    | M | Gy | D | V | G+ | G– | Gk | P | Továbbjutás                          |     | Argentína | Bolívia | Chile |
| ----- | --------- | - | -- | - | - | -- | -- | -- | - | ------------------------------------ | --- | --------- | ------- | ----- |
| 1.    | Argentína | 4 | 3  | 0 | 1 | 10 | 2  | +8 | 6 | Kijutott az 1958-as világbajnokságra |     | —         | 4–0     | 4–0   |
| 2.    | Bolívia   | 4 | 2  | 0 | 2 | 6  | 6  | 0  | 4 |                                      |     | 2–0       | —       | 3–0   |
| 3.    | Chile     | 4 | 1  | 0 | 3 | 2  | 10 | −8 | 2 |                                      | 0–2 | 2–1       | —       |       |

| 1957. szeptember 22. |

| Chile                | 2–1         | Bolívia   |
| -------------------- | ----------- | --------- |
| Díaz 62' Ramírez 68' | Jegyzőkönyv | Alcón 36' |

| Santiago, Chile Játékvezető: Raymon Wyssling (svájci) |

| 1957. szeptember 29. |

| Bolívia                    | 3–0         | Chile |
| -------------------------- | ----------- | ----- |
| García 30' Alcócer 70' 86' | Jegyzőkönyv |       |

| La Paz, Bolívia Játékvezető: Raymon Wyssling (svájci) |

| 1957. október 6. |

| Bolívia                | 2–0         | Argentína |
| ---------------------- | ----------- | --------- |
| Alcócer 13' García 75' | Jegyzőkönyv |           |

| La Paz, Bolívia Játékvezető: Raymon Wyssling (svájci) |

| 1957. október 13. |

| Chile | 0–2         | Argentína              |
| ----- | ----------- | ---------------------- |
|       | Jegyzőkönyv | Menéndez 40' Conde 61' |

| Santiago, Chile Játékvezető: Raymon Wyssling (svájci) |

| 1957. október 20. |

| Argentína                               | 4–0         | Chile |
| --------------------------------------- | ----------- | ----- |
| Corbatta 1' 41' Menéndez 13' Zárate 45' | Jegyzőkönyv |       |

| Buenos Aires, Argentína Nézőszám: 70 000 Játékvezető: Raymon Wyssling (svájci) |

| 1957. október 27. |

| Argentína                                     | 4–0         | Bolívia |
| --------------------------------------------- | ----------- | ------- |
| Zárate 8' Corbatta 62' Prado 63' Menéndez 64' | Jegyzőkönyv |         |

| Buenos Aires, Argentína Játékvezető: Raymon Wyssling (svájci) |

### 3. csoport
| Hely. | Csapat   | M | Gy | D | V | G+ | G– | Gk | P | Továbbjutás                          |     | Paraguay | Uruguay | Kolumbia |
| ----- | -------- | - | -- | - | - | -- | -- | -- | - | ------------------------------------ | --- | -------- | ------- | -------- |
| 1.    | Paraguay | 4 | 3  | 0 | 1 | 11 | 4  | +7 | 6 | Kijutott az 1958-as világbajnokságra |     | —        | 5–0     | 3–0      |
| 2.    | Uruguay  | 4 | 2  | 1 | 1 | 4  | 6  | −2 | 5 |                                      |     | 2–0      | —       | 1–0      |
| 3.    | Kolumbia | 4 | 0  | 1 | 3 | 3  | 8  | −5 | 1 |                                      | 2–3 | 1–1      | —       |          |

| 1957. június 16. |

| Kolumbia   | 1–1         | Uruguay     |
| ---------- | ----------- | ----------- |
| Arango 15' | Jegyzőkönyv | Ambrois 46' |

| Estadio El Campín, Bogotá, Kolumbia Játékvezető: John Husband (angol) |

| 1957. június 20. |

| Kolumbia               | 2–3         | Paraguay                            |
| ---------------------- | ----------- | ----------------------------------- |
| Gutiérrez 10' Díaz 89' | Jegyzőkönyv | A. Jara 34' Agüero 68' Aguilera 88' |

| Estadio El Campín, Bogotá, Kolumbia Játékvezető: John Husband (angol) |

| 1957. június 30. |

| Uruguay               | 1–0         | Kolumbia |
| --------------------- | ----------- | -------- |
| Míguez 89' (11-esből) | Jegyzőkönyv |          |

| Estadio Centenario, Montevideo, Uruguay Játékvezető: John Husband (angol) |

| 1957. július 7. |

| Paraguay                   | 3–0         | Kolumbia |
| -------------------------- | ----------- | -------- |
| E. Jara 11' 77' Agüero 27' | Jegyzőkönyv |          |

| Asunción, Paraguay Játékvezető: John Husband (angol) |

| 1957. július 14. |

| Paraguay                                   | 5–0         | Uruguay |
| ------------------------------------------ | ----------- | ------- |
| Amarilla 5' 48' 57' A. Jara 88' Agüero 90' | Jegyzőkönyv |         |

| Asunción, Paraguay Játékvezető: John Husband (angol) |

| 1957. július 28. |

| Uruguay                 | 2–0         | Paraguay |
| ----------------------- | ----------- | -------- |
| Benítez 8' Martínez 88' | Jegyzőkönyv |          |

| Estadio Centenario, Montevideo, Uruguay Játékvezető: John Husband (angol) |

## Kijutott csapatok
Az alábbi öt csapat jutott ki a CONMEBOL-zónából az 1958-as labdarúgó-világbajnokságra.
| Csapat    | Kijutás             | Kijutás dátuma    | Korábbi részvételek a világbajnokságon1   |
| --------- | ------------------- | ----------------- | ----------------------------------------- |
| Brazília  | 1. csoport győztese | 1957. április 21. | 5 (összes) (1930, 1934, 1938, 1950, 1954) |
| Argentína | 2. csoport győztese | 1957. október 27. | 2 (1930, 1934)                            |
| Paraguay  | 3. csoport győztese | 1957. július 8.   | 2 (1930, 1950)                            |

1 Félkövérrel az adott év világbajnokai vannak jelölve. Dőlt betűvel az adott év rendezői kerültek feltüntetésre.